# Ciglenica (Garešnica)
Pour les articles homonymes, voir Ciglenica.
Ciglenica est un village appartenant à la municipalité de Garešnica et située dans le comitat de Bjelovar-Bilogora en Croatie. En 2021, le village compte 298 habitants.